# Otto Rothe
Pour les articles homonymes, voir Rothe.
Otto Rothe (né le 6 novembre 1924 à Samonienen, mort le 9 janvier 1970 à Bad Reichenhall) est un cavalier allemand de concours complet.

## Carrière
Otto Rothe est un officier militaire.
Il remporte aux Jeux olympiques d'été de 1952 et aux Jeux olympiques d'été de 1956 la médaille d'argent de l'épreuve par équipe. En 1952, il monte sur Trux von Kamax ; avec Wilhelm Büsing et Klaus Wagner, l'équipe a quatorze points de retard sur la Suède, la médaille d'or. En 1956, August Lütke-Westhues sur Trux von Kamax, Otto Rothe sur Sissi et Klaus Wagner sur PrinzeB ont 120 points de retard sur le Royaume-Uni.
Le 27 octobre 1952, il reçoit la médaille Silbernes Lorbeerblatt.